# Marieke Stam
Marieke Stam (21 april 1964) is een Nederlands langebaanschaatsster. 
In 1988 nam zij deel aan de Olympische Winterspelen.
Tussen 1983 en 1987 nam zij alle jaren deel aan de Nederlandse kampioenschappen allround. Haar dochter Rachelle van de Griek werd in 2017 Nederlands kampioen bij de junioren.

## Persoonlijke records
- 500m - 40,78 (1991)
- 1000 m – 1.21,47 (1989)
- 1500 m – 2.05,59 (1989)
- 3000 m – 4.23,06 (1987)
- 5000 m – 7.34,29 (1987)
- 10.000 m - 17.20,0 (1984)